# Verzorgingsplaats Mollebos
Verzorgingsplaats Mollebos was gelegen aan de A12 Den Haag-Beek tussen afrit 20 (Driebergen, N225) en afrit 21 (Maarn, N227) net ten zuiden van Austerlitz in de voormalige gemeente Driebergen-Rijsenburg (nu gemeente Utrechtse Heuvelrug).
De verzorgingsplaats was genoemd naar het ernaast gelegen Mollebos.
Verzorgingsplaats Mollebos werd in december 1991 gesloten vanwege de opening van Verzorgingsplaats De Forten nabij Bunnik. Het ecoduct Mollebos werd in 2013 geopend.